# Tunique
Pour les articles homonymes, voir tunique (homonymie).
Une tunique est un vêtement ample en forme de T qui couvre le buste, les épaules et le dos. Elle s'enfile par la tête grâce à une large encolure parfois boutonnée ou élastique. Les manches sont courtes ou longues. Elle est souvent ouvragée avec des broderies, des rubans ou des motifs. Elle ne descend pas plus bas que les cuisses, parfois les genoux et se porte tombante sur les autres vêtements.

## Antiquité

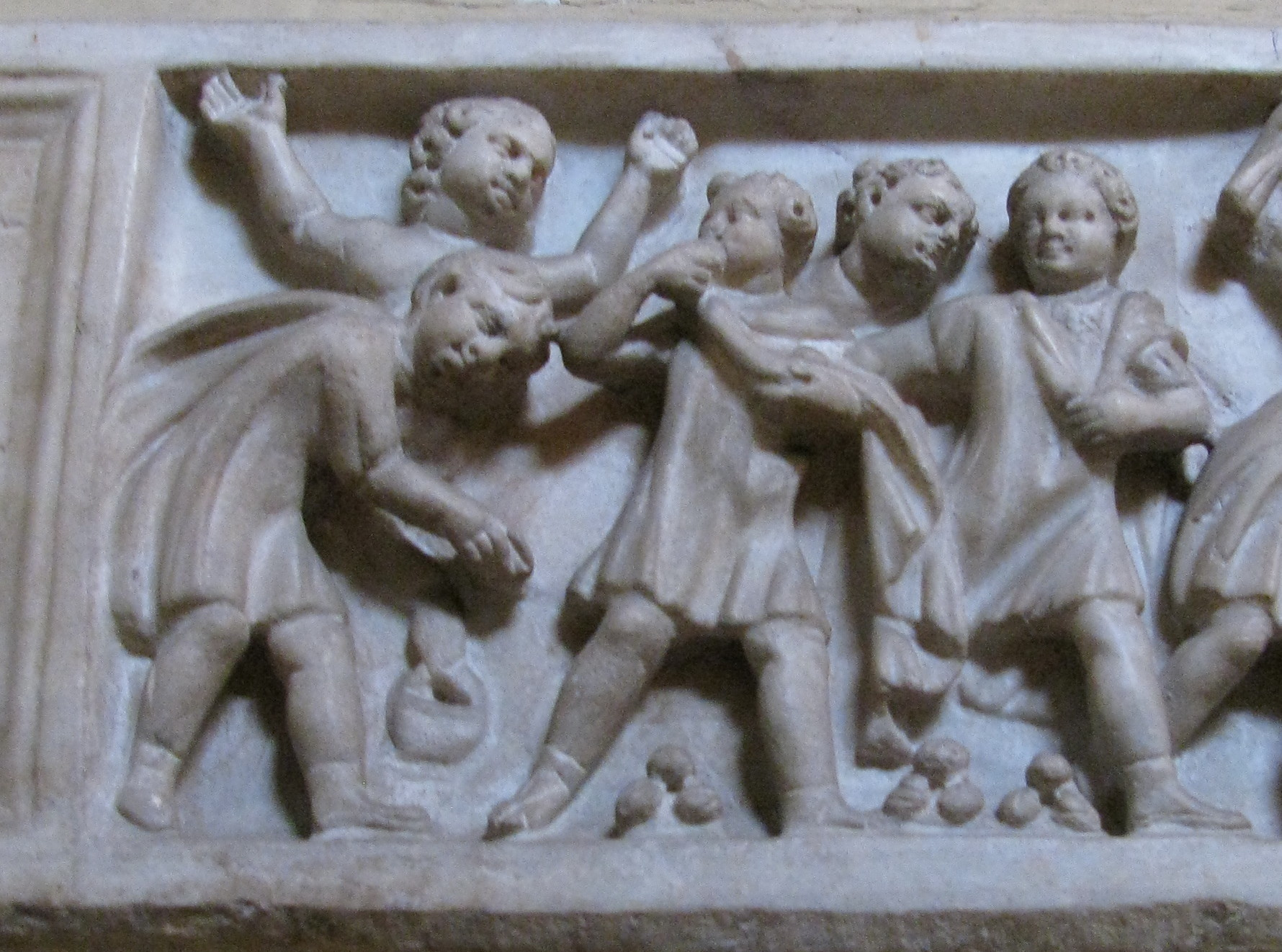
Enfants romains vêtus de tuniques portées sans ceinture, détail d'un sarcophage d'enfant vers 270-300. Musée Pio Clementino, Vatican.

C'est une des formes de vêtement les plus anciennes. Dans l'Antiquité elle servait de sous-vêtement ou de vêtement.
La candys est une tunique qui se portait sous le kaunakès à Sumer.
Dans la Rome antique la tunique est le vêtement usuel. Elle est pour les hommes recouverte d'une toge et pour les femmes d'une stola quand ils sortent. Par temps froid on enfile plusieurs tuniques l'une sur l'autre ; ainsi Auguste, particulièrement frileux, en portait quatre en hiver. Un Romain de sexe masculin ne porte que la tunique sur un subligaculum lorsqu'il est chez lui. Dans l'Empire romain toutes les classes sociales portaient la tunique, y compris les esclaves et les affranchis.
C'est un bien non dépourvu de valeur : dans les débuts de la République la fourniture de tuniques aux soldats romains est parfois incluse dans les compensations imposées aux peuples ennemis, par exemple les Étrusques ou les Herniques et les Samnites.
La tunique romaine peut être ornée de bandes verticales de pourpre distinctive du rang social élevé de son porteur : bandes large de tuniques laticlaves des sénateurs, bande étroite des tuniques angusticlaves des chevaliers. Il existe aussi la tunica palma, une tunique teinte en pourpre et brodée de feuilles de palmes ; cette tunique est portée par un général lors de son triomphe.

## Moyen Âge
Le surcot est une tunique souvent ornée (broderie, galons, bandes de fourrure, etc.) qui se portait au Moyen Âge à partir du XIIIe siècle sur une première tunique unie (la cotte) : en général jusqu'à mi-jambe pour les hommes, parfois à larges manches, il est long jusqu'aux pieds pour les femmes et nécessite d'être soulevé pour marcher. Au XIVe siècle il pouvait aussi être court, sans manches et très échancré aux emmanchures de manière à laisser voir la cotte dessous et la ceinture plus ou moins ouvragée portée à la hauteur des hanches.
La gonne (ou gonelle) est une tunique mérovingienne longue et unisexe qui deviendra le modèle-type de la tenue ecclésiastique.

## Dans le catholicisme
Le mot tunique peut désigner deux choses :
- dans la forme tridentine du rite romain, le vêtement liturgique très orné du sous-diacre, vêtement liturgique qui ressemble énormément à la dalmatique du diacre, et auquel on rajoute un galon (ou un petit ornement décoratif) pour le distinguer de la dalmatique ;
- pour les habits religieux, la tunique est le vêtement ordinaire (qui évoque un peu la soutane), que portent les religieux (voir photo dans l'article scapulaire).

## Période contemporaine
Les Swinging Sixties marquent un retour de la tunique arborée par France Gall, Françoise Hardy ou Jane Birkin ; En 1967, Brigitte Bardot porte une tunique courte en cuir avec des cuissardes sur sa Harley Davidson. Coupée en trapèze et portée comme un long t-shirt se substituant à la mini-jupe, la tunique est répandue ces années là et se voit rebaptisée « minirobe ». 